# 葛福順
葛福順（？—738年），唐朝禁軍將領，曾為左萬騎將軍。父親是葛威德，生母是郭氏。郭子仪表哥。

## 生平
景龍四年六月，唐中宗被弒殺，韋后稱制，令韋播、高嵩為羽林將軍。其營長葛福順、陳玄禮等人跑去見李隆基上訴冤情，會唐玄宗已與劉幽求、麻嗣宗、薛崇簡等人謀舉大計。
受李隆基之託，唐隆元年（710年）七月廿日夜間，參與唐隆政變，因誅殺韋皇后、安樂公主、韋播、韋璿等人有功，李隆基登基為唐玄宗以後，加以封賞，封左驍衛大將軍、耿國公。
開元十九年（731年），兒女亲家朔方防禦使王毛仲出言不遜被賜死，連累葛福順。左領軍大將軍耿國公葛福順被貶至壁州員外別駕，后又復職。
開元二十年（732年），靺鞨亂登州，福順討之。
開元二十六年（738年），病死。